# Neftali (nome)
Neftali  è un nome proprio di persona italiano maschile.

## Varianti in altre lingue
- Catalano: Neftalí[1]
- Ebraico: נַפְתָלִי (Naftali)[2]
- Greco biblico: Νεφθαλείμ (Nephtaleim)
- Greco moderno: Νεφθαλί (Nefthali)
- Inglese: Naphtali[2]
- Portoghese: Naftali
- Russo: Неффалим (Neffalim)
- Spagnolo: Neftalí[1]
- Ucraino: Нафталі (Naftali)

## Origine e diffusione
È un nome di tradizione biblica, portato nell'Antico Testamento da Neftali, figlio di Giacobbe e di Bila e capostipite dell'omonima tribù d'Israele.
Etimologicamente, il suo nome risale all'ebraico נַפְתָלִי (Naftali), basato su naphtule ("lotta"), e vuol dire "che lotta".

## Onomastico
Il nome è adespota, cioè non è portato da alcun santo, quindi l'onomastico ricade il 1º novembre, giorno di Ognissanti.

## Persone
- Neftali Teja, calciatore messicano

### Variante Naftali

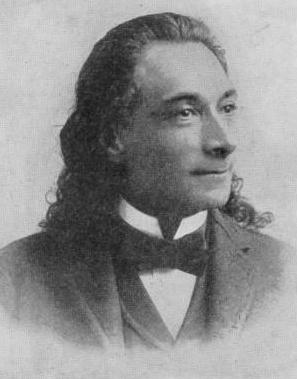
Naftali Herz Imber

- Naftali Bennett, politico israeliano
- Naftali Hertz Ben Yaakov Elchanan, rabbino e teologo tedesco
- Naftali Herz Imber, poeta ucraino
- Naftali Temu, atleta keniota

### Altre varianti
- Neptali Gonzales, politico filippino
- Neftalí Rivera, cestista portoricano